# Woodblock Prints
Woodblock Prints ist ein Jazzalbum von Harris Eisenstadt. Die im Studio Systems Two in Brooklyn am 17. Januar 2010 entstandenen Aufnahmen erschienen in limitierter Auflage als LP am 16. Juli 2010 auf NoBusiness Records.

## Hintergrund
Der Schlagzeuger Harris Eisenstadt sei ein Künstler mit vielen musikalischen Ansätzen, notierte der Free Jazz Blog. Nach der Veröffentlichung des Albums Guewel (2008) mit zwei Trompeten und freien afrikanischen Rhythmen, und der ersten Ausgabe seines Bandprojekts Canada Day (2009), das zahlreiche positive Rezensionen erfuhr, legte der Schlagzeuger Musik vor, „die sich wirklich jeder Kategorisierung entzieht“. Eisenstadts Ensemble besteht aus Michael McGinnis an der Klarinette, Jason Mears am Altsaxophon, Sara Schoenbeck am Fagott, Mark Taylor am Waldhorn, Brian Drye an der Posaune, Jay Rozen an der Tuba, Jonathan Goldberger an der E-Gitarre und Garth Stevenson am akustischen Bass. Seite A und B beginnen mit Bläsertrios, zu denen unter anderem der Waldhornist Mark Taylor und die Fagottistin Sara Schoenbeck gehören.

## Titelliste
- Harris Eisenstadt: Woodblock Prints (NoBusiness Records NBLP 18)[2]

1. Hasui (For Brass Trio) 	2:51
2. The Floating World 	11:05
3. After Jeff Wall 	7:15
4. Hiroshige (For Woodwind Trio) 	2:55
5. Hokusai 	10:49
6. Andrew Hill 	7:41

- Alle Kompositionen stammen von Harris Eisenstadt.

## Rezeption
Nach Ansicht des Kritikers des Free Jazz Blog, in dem das Album die Höchstbewertung von fünf Sternen erhielt, sei Eisenstadt die Kombination vieler Stile und Genres zu einer einzigen Mischung, die frisch und neu klinge, auf einzigartige Weise gelungen; das Album integriere komponierten Jazz, gespielt von einer soliden, tief tönenden Bläsergruppe mit Tuba, dazu E-Gitarre, solider Perkussion, Weltmusik und Rock-Einflüssen, freundlich in der Atmosphäre und doch völlig nonkonformistisch. Zwar sei die Musik von japanischen Holzschnitten inspiriert, wie auf dem Cover dargestellt; dies vollziehe sich aber eher kontrastierend, so der Autor: Während die japanische Kunst absichtlich gegen den leeren Raum geschaffen werde, ist die Dichte und Komplexität von Eisenstadts Arrangements hoch, ohne Raum für Stille, aber das sei leicht zu kompensieren durch die Gesamtwärme aus der Bläsergruppe. Des Weiteren seien die Kompositionen eng, mit Einflüssen sogar von klassischer Musik in einigen Teilen, besonders wenn Schönbecks Fagott in den Vordergrund trete und in rein chromatischen Skalen ohne Dissonanten spielt, aber es ist gleichermaßen Big-Band-Jazz- und Rockmusik, so der Autor. „Die Musik kann süß sein wie [die] von Glenn Miller, aber auch so roh und wild wie Free Jazz, was es aber sicherlich nicht ist.“

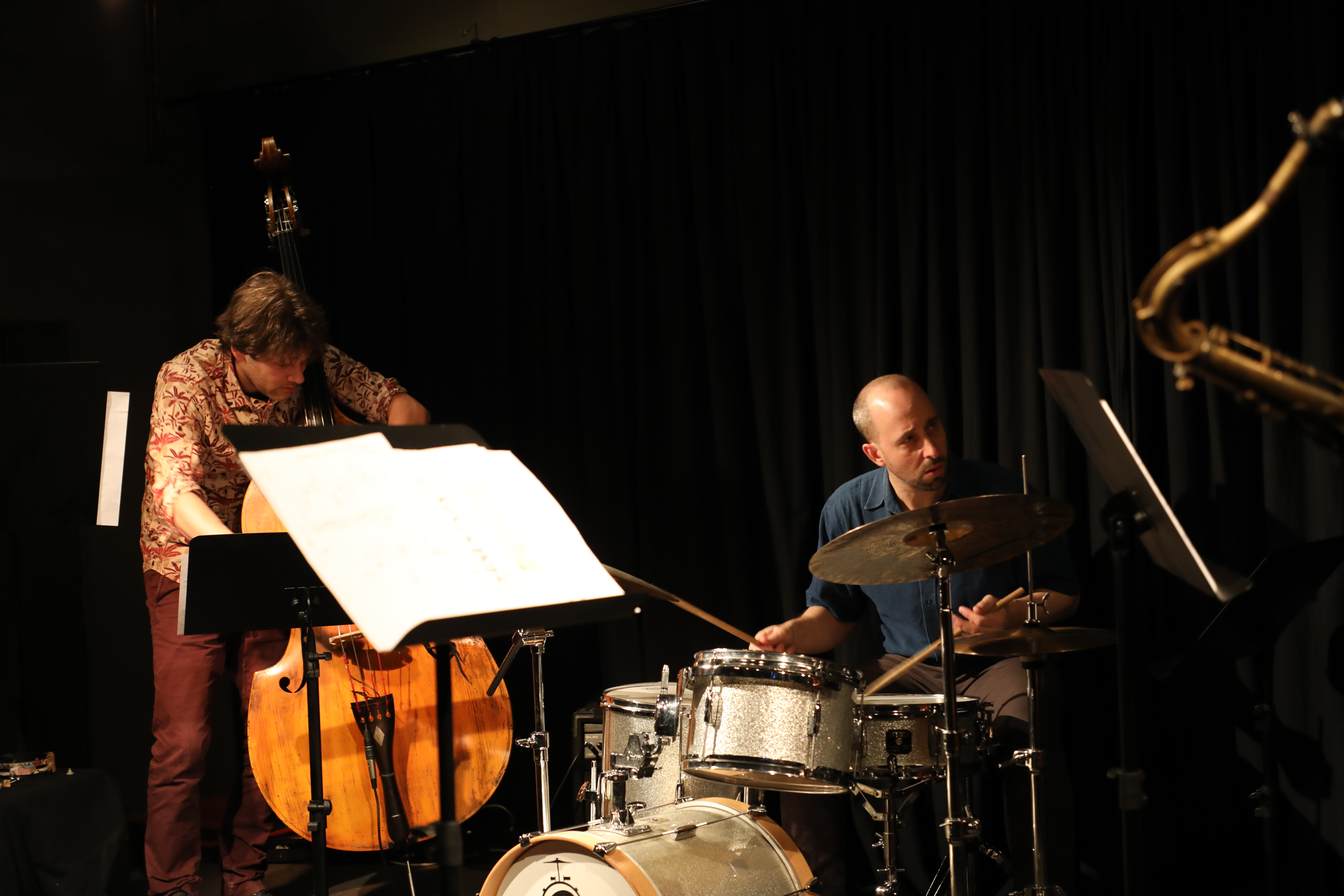
Harris Eisenstadt mit Pascal Niggenkemper (am Bass) im Ensemble The Fictive Five im club W71, Weikersheim 2019

Eisenstadt nehme sich als Schlagzeuger zurück und „lässt die Band seine Musik spielen. Obwohl es jede Menge rhythmische Feinheiten gibt, handelt es sich nicht um ein Schlagzeugalbum: Es dreht sich alles um die Musik: sanft, überzeugend, expansiv, inklusiv, raffiniert, aber in Momenten gleichermaßen hart, voller Kraft und Tatendrang, mit Klangerkundungen und klanglicher Ausdruckskraft nur in den abenteuerlichsten Formen des Jazz zu finden.“ Eisenstadt zeige, was echte Kreativität bedeute, resümiert der Autor; „sicherlich das Ergebnis harter Arbeit und vieler, vieler Versuche, bevor diese Musik aus dem harten Block der Musiktradition herausgemeißelt wurde.“
John Sharpe, der dem Album in All About Jazz ebenfalls die Höchstbewertung verlieh, wies darauf hin, dass jede der beiden Plattenseiten eine angenehme Symmetrie aufweise, beginnend mit einem kurzen Horn-Trio, dann einer längeren Passage für das gesamte Ensemble und schließlich einem verschlungenen Stück mittlerer Länge. Eisenstadt habe mit Stücken wie „Convergence“ (auf dem Album Live In Oxford, FMR, 2007) des Convergence Quartet und „Seattle“ von Starmelodics (2008, mit Mark Dresser und Achim Kaufmann) gezeigt, dass er eine hübsche Melodie schreiben kann, aber auch diese Stücke bereiten einen nicht auf die destillierte Schönheit der beiden Triostücke vor, mit denen die Plattenseiten beginnen. „Hasui“ (für Blechbläser-Trio) für Michael McGinnis’ (Klarinette), Jason Mears (Altsaxophon) und Sara Schoenbecks Fagott sei „üppige amerikanisch angehauchte Kammermusik, das durchkomponiert sein könnte, so perfekt ist die Komposition“. „Hiroshige“ (für Holzbläsertrio) mit Mark Taylors Waldhorn, Brian Dryes Posaune und Jay Rozens Tuba ist eher eine stattliche Prozession, die das gleiche melodische Material aufweise. Obwohl der Bandleader instrumentell in den Hintergrund trete, zufrieden mit Farbgebung und Regie, resümiert Sharpe, habe „Eisenstadts Konzeption ein Juwel hervorgebracht, das es zu schätzen gilt.“

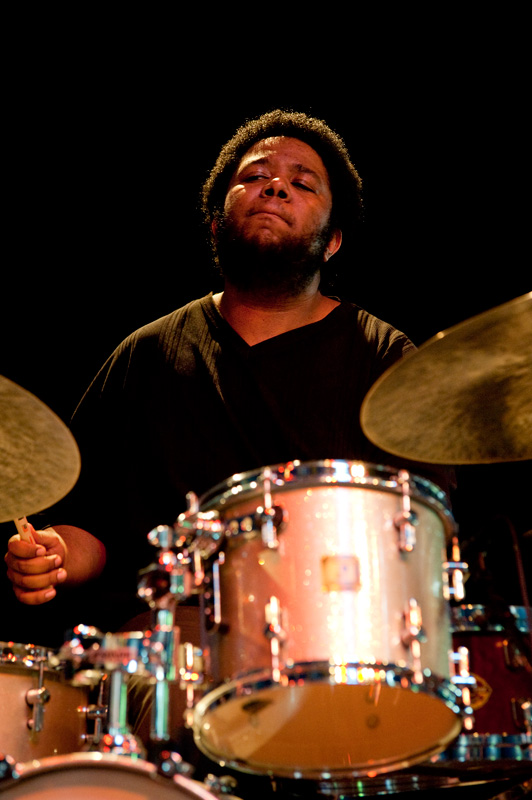
Tyshawn Sorey 2010

Ebenfalls in All About Jazz schrieb Matthew Miller, seit seiner Ankunft in New York in den frühen 2000er-Jahren habe sich Eisenstadt gleichermaßen als Komponist und Schlagzeuger etabliert. Wie einige seiner Kollegen – der Autor erwähnt hier Tyshawn Sorey – „ist er dem Komponieren so verpflichtet, dass er sich für längere Teile eines Albums entfernen oder eine völlig unterstützende Rolle spielen kann, die sich in seine eigenen sehnig komponierten Linien einfügt.“ Dies mache er beides bei Woodblock Prints, und die sechs Eisenstadt-Kompositionen enttäuschten nicht, meint Miller. Trotz der fast durchgängigen Komposition vieler Stücke lasse Eisenstadt Raum für Improvisation und füge durchgehend Jazz-Akkorde ein, insbesondere aufgrund seiner inspirierten Hommage an den Pianisten Andrew Hill. Diese Fähigkeit, komponierte und improvisierte Materialien zu mischen, mache Eisenstadt zu einem so überzeugenden Komponisten und Woodblock Prints zu einem unvergesslichen Album.
Nach Ansicht von Nate Chinen, der über ein Konzert der Gruppe in The New York Times berichtete („Ein Schmelztiegel aller Arten von Rhythmen, Harmonien und Vamps“), präsentiere Woodblock Prints „eine beeindruckende Version des Kammerjazz“. Dabei wende Eisenstadt den gleichen kreativen Standard wie bei seinem konventionelleren Quintett Canada Day an.